# 只野真葛
只野 真葛（ただの まくず、宝暦13年（1763年） - 文政8年6月26日（1825年8月10日））は、江戸時代中期・後期の女性文学者で国学者。父の影響で蘭学的知見にも通じ、ときに文明批評家 や女性思想家 と評されることもある。『赤蝦夷風説考』の筆者工藤平助の娘で、別号は綾女。本名は工藤あや子（綾子）、または単にあや（綾）。「工藤真葛」、「真葛子」、「真葛の媼（おうな）」とも称される。只野は婚家の姓。読本の大家として知られる曲亭馬琴とも親交があった。馬琴に批評をたのんだ経世論「独考（ひとりかんがへ）」、俗語体を駆使して往時を生き生きと語った随筆『むかしばなし』、生まれ育った江戸を離れて仙台に嫁してからの生活を綴った『みちのく日記』など多数の著作がある。

## 生涯

### 出生と系譜・家族
只野真葛こと工藤あや子は、宝暦13年（1763年）、仙台藩江戸上屋敷に近い江戸築地で生まれた。父は仙台藩江戸詰の医師であった工藤周庵（平助。1734年-1801年）、母は同じく仙台藩医の桑原隆朝の長女遊（ゆう。1741年?-1792年）。あや子の上に生後まもなく死去した子がいたが、実質的には7人きょうだいの長女として育った。「真葛」の筆名は、両親が7人の子どもたちを秋の七草の名にちなんで呼称していたことに由来し、40歳ころからみずから用いるようになったものである。
祖父工藤丈庵（名は安世、父平助の養父。1695年-1755年）は、仙台藩第5代藩主伊達吉村が寛保3年（1743年）に江戸品川袖ヶ先に隠居するにあたり、その侍医として300石で召し抱えられた。父平助は、紀州藩江戸詰の医師長井大庵の三男であったが延享3年（1746年）頃丈庵の養子となった。祖父丈庵は、名医として知られていたばかりでなく、学問、歌道、書道および武芸百般に通じ、蝦夷開拓論者の並河天民から情報を得ており、また、蓄財も巧みであったといわれる。丈庵は、あや子が生まれる8年前に没している。
母方の祖父は、仙台藩医桑原隆朝如璋（1700年ころ-1775年）で、元文5年（1740年）に200石で仙台藩に召し抱えられ、第6代藩主伊達宗村（吉村四男）のとき、400石に加増された。如璋の妻桑原やよ子（生没年不詳）は『うつほ物語』の紀年（年立）を考察し、安永年間（1772年-1780年）に研究書『宇津保物語考』を著すほどの高い教養の持ち主であり、両親に厳しい家庭教育を施されたあや子の母 もまた『古今和歌集』『新古今和歌集』『伊勢物語』などを暗唱し、『大和物語』も繰り返し読むなど古典文学に造詣の深い女性であった。なお、母の弟桑原隆朝純の娘で、あや子からは従妹にあたる桑原信（のぶ）は伊能忠敬の後妻となっている。

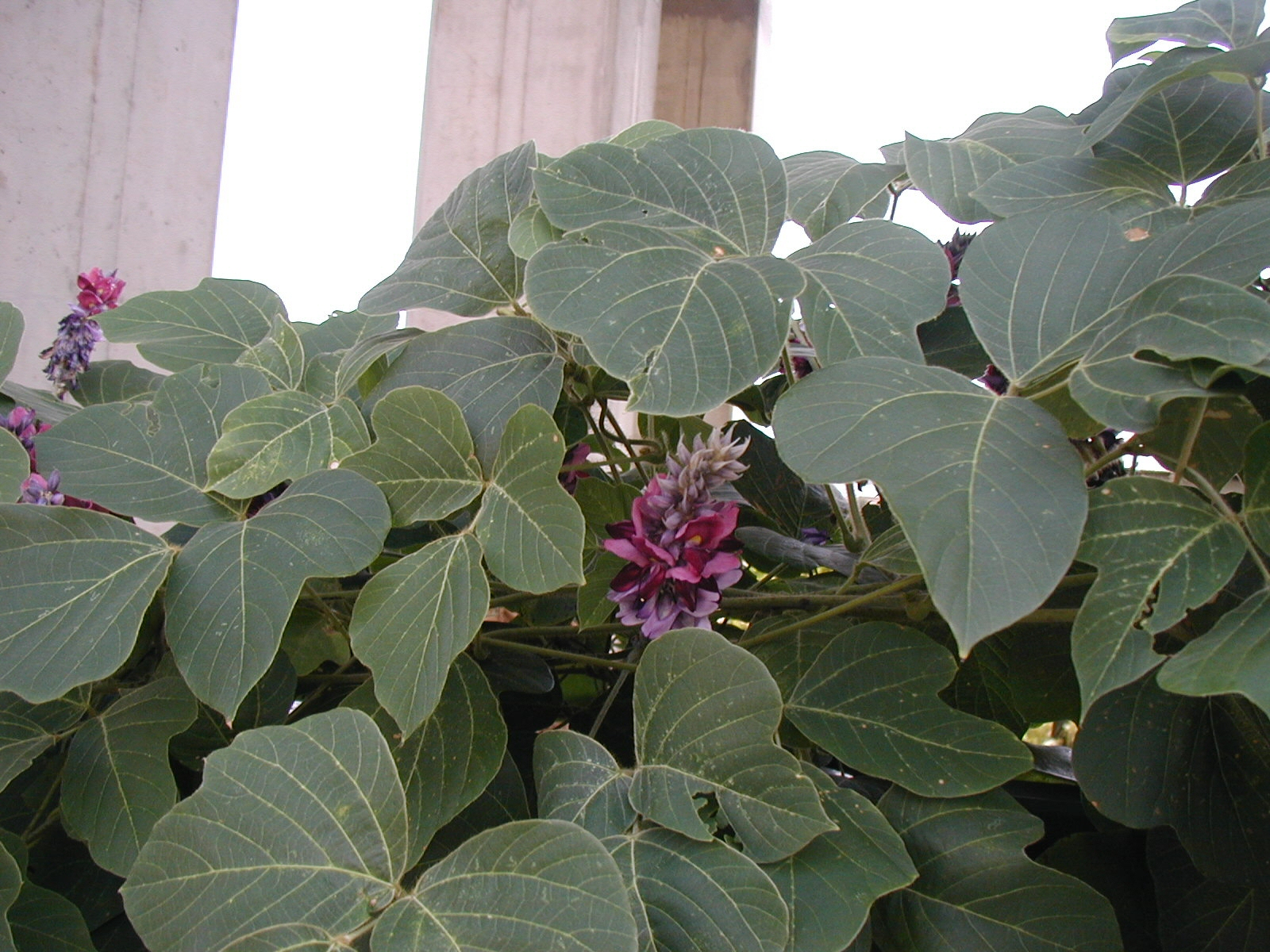
葛の葉と花

あや子には、弟2人と妹4人がいた。きょうだいは七草の以下の草花にたとえられた。
- 長女/あや子…葛
- 長男/長庵元保（幼名安太郎）…藤袴。あや子の2歳下
- 次女/しず子…朝顔。雨森家に嫁す
- 三女/つね子…女郎花。加瀬家に嫁す
- 次男/源四郎鞏卿（幼名四郎、元輔）…尾花。あや子の11歳下
- 四女/拷子（たえこ、瑞照院）…萩。婚せず。文化9年（1812年）に剃髪。萩尼と号す
- 五女/照子…撫子。中目家に嫁す。あや子の23歳下

しず子、つね子、拷子の年齢は不詳ながら、長庵としず子、しず子とつね子、拷子と照子は年齢が近かったと推定される。あや子はきょうだいのなかでもっとも身体がじょうぶであり、また、祖母にあたる平助の養母ゑん（旧姓上津浦、1718年-1787年）は、夫丈庵より23歳も若く、当世風の陽気な人柄で、あや子を秘蔵っ子としてかわいがったという。

### 少女時代
少女時代のあや子はたいへん富裕な家庭に育った。祖父工藤丈庵は、宝暦元年（1751年）、主君伊達吉村逝去の際、願い出て藩邸外に屋敷を構えることを許され、伝馬町に借地して二間間口の広い玄関をもつ家を建てた。父平助もまた、結婚後築地に邸宅を構えた。
築地の工藤家には、患者となった数多くの大名 やその藩士、伊達家家中の人びと、桂川甫周や前野良沢、大槻玄沢をはじめとする著名な蘭学者、姉が伊達宗村の側室に上がった縁で仙台藩士となった林子平、尊王思想家高山彦九郎、南学の流れを汲む土佐の儒者で国学者の谷好井（谷万六）、国学者で歌人でもあった村田春海など多数の文人墨客が出入りした。長崎で幕府のオランダ語通詞を勤めていた吉雄耕牛もオランダ商館長の江戸参府に随行した際にはしばしば工藤家を訪れた。その他、当時人気の歌舞伎役者や侠客と呼ばれた人びと、芸者や幇間さえ出入りしていたという。
平助は、藩命により貨幣の鋳造や薬草調査、さらに一時期、藩の財政も担当し、オランダ語は修得しなかったものの蘭学や西洋医学、本草学にも通じ、長崎文物商売、海外情報の収集、訴訟の弁護、篆刻なども手がける才人であった。真葛が後年に著した『むかしばなし』には、芝の増上寺と築地本願寺で係争があった際、本願寺門跡が「天下一の才」という平助の評判を聞き、応援を頼んだ逸話が記されている。
平助は、すぐれた医師として、また、その広い視野や高い見識で全国的に名が知られ、あや子の生まれ育ったころには、平助の私塾「晩功堂」には遠く長崎や松前からも弟子入りのため来訪した者が少なくなかった。蝦夷地（いまの北海道）からも裁判などで平助の知恵を借りようと頼る者が訪れ、平助は、彼らから北方事情や蝦夷地での交易の様子、ロシア勢力の南下等について詳細に知ることができた。また、長崎の吉雄耕牛やその縁者からは、オランダの文物が送り届けられることも多く、平助はそれを「蘭癖」大名や富裕な商人に販売して財をなした一方、ロシアも含めた西洋事情一般にも通じるようになった。藩邸外に居宅を構え、「方外の人」 でもあった平助は、各藩の事情や地方の事情、また、世界情勢にも明るく、あや子は、こうした特異な空間のなかで少女時代を送った。
あや子は、母から家庭で古典の手ほどきを受けたものと思われる。8歳のころ、荷田春満の姪の荷田蒼生子（たみこ）から『古今和歌集』を習っているが、読み癖を直してもらうことが目的だったというから、それ以前にあや子は『古今和歌集』を読んでいたことになる。あや子は才気にあふれ、また、父平助を終生深く敬慕していたが、この頃儒学や漢籍を正式に学ぶことを父から止められている。女が博士ぶるのはよくないというのが、その理由であった。
明和8年（1771年）9歳のとき、自分こそ世の中の「女の本」（女性の手本）となろうと決心した。のちに彼女は、自著『独考（ひとりかんがへ）』の冒頭で、幼いときから人の益になろうと考えつづけてきたものの何をすればよいのかわからなかったが、ふと思いついた目標がそれであったと説明している。あや子はまた、10歳のとき明和の大火の惨事を経験した。その後の物価騰貴によりさらに生活に苦しむ人びとをみて義憤を感じ、これを契機に、漢籍にいう「経世済民」とは何かを考えるようになったという。
さらに『独考』には、13歳か14歳のころ、母方の祖母桑原やよ子が、寺の方丈の導きにより悟りをひらいたという話を聞き、みずからも何とか悟りたいと願ったものの両親には一笑に付されたという逸話も記されている。

### 奥女中奉公

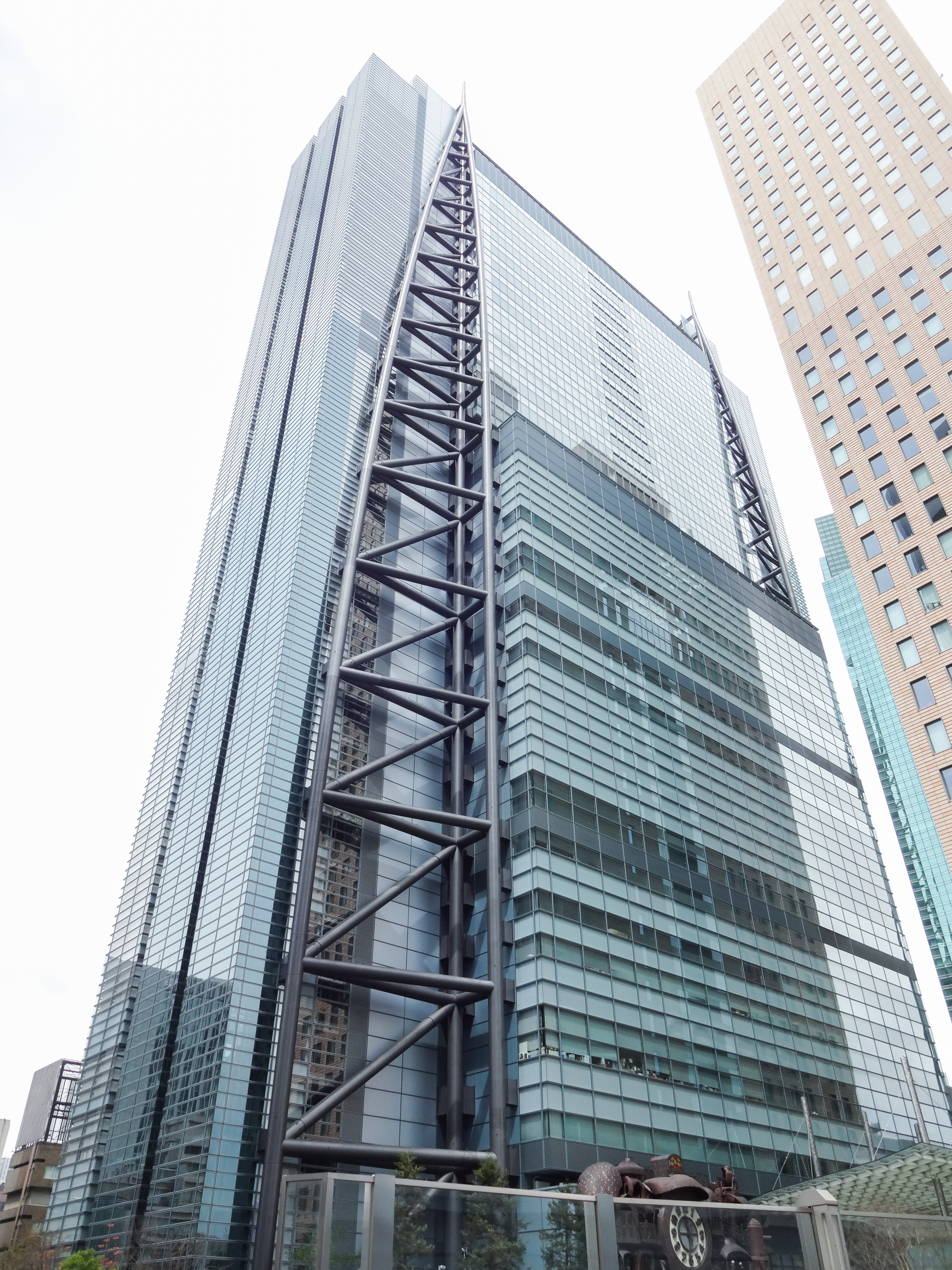
仙台藩江戸上屋敷のあったところに立つ新橋の日本テレビタワー

あや子は、若くして国文、和歌にすぐれ、書道も松花堂流（滝本流）をよくした。15歳ころから縁談の話も出てきたが、祖母、父、母いずれも消極的であった。とくに母は、義母ゑんも実母やよ子も奥づとめの経験があったのに対し、みずからはその経験がなかったことに引け目を感じており、また、当時の結婚生活が女性には負担の大きいものであったことなどから早婚には反対で、あや子には奥女中奉公をすすめた。こうして安永7年（1778年）9月、16歳で仙台藩上屋敷での奉公がはじまり、7代藩主伊達重村夫人近衛氏年子に仕えることとなった。彼女のこの時期の記録はほとんどのこっていないが、のちに、自分に朋輩はないものと考えて懸命に勤めたこと、また、町家から勤めにあがった者たちの話で、町人がいかに武家を憎んでいるかを知り、封建身分相互の間には埋めがたい対立のあることに気づいて驚愕したこと などを記している。
天明3年（1783年）、選ばれて重村の息女詮子（あきこ）の嫁ぎ先彦根藩井伊家上屋敷に移ることとなった。井伊直冨と伊達詮子の縁談を取り持ったのは、ときの権力者田沼意次であったという。これに前後して、父平助は天明元年（1781年）4月に『赤蝦夷風説考』下巻を、天明3年には同上巻を含めてすべて完成させた。密貿易を防ぐ方策を説いた『報国以言』を老中田沼意次に提出したのは、天明3年のことであった。これらの情報は、松前藩藩士前田玄丹、松前藩勘定奉行湊源左衛門、長崎通詞吉雄耕牛らより集めたものである。天明4年（1784年）には、平助は江戸幕府勘定奉行松本秀持に対して『赤蝦夷風説考』の内容を詳しく説明し、松本はこれをもとに蝦夷地調査の伺書を幕府に提出した。これにより、父工藤平助はいずれ蝦夷奉行に抜擢され、幕府の直臣になるという噂が流れた。
天明2年か3年ころ、平助はあや子に対し、おまえは結婚適齢期（20歳ころ）ではあるが、自分はこの先どれだけ出世するかわからず、いま結婚すると妹たちの方が高い家格の人との縁談にめぐまれることも出てくるので、いま少し辛抱して奥づとめを続けるようにと諭されたという。平助や松本秀持の努力の甲斐あって天明5年には田沼政権のもと蝦夷地調査隊が派遣された。

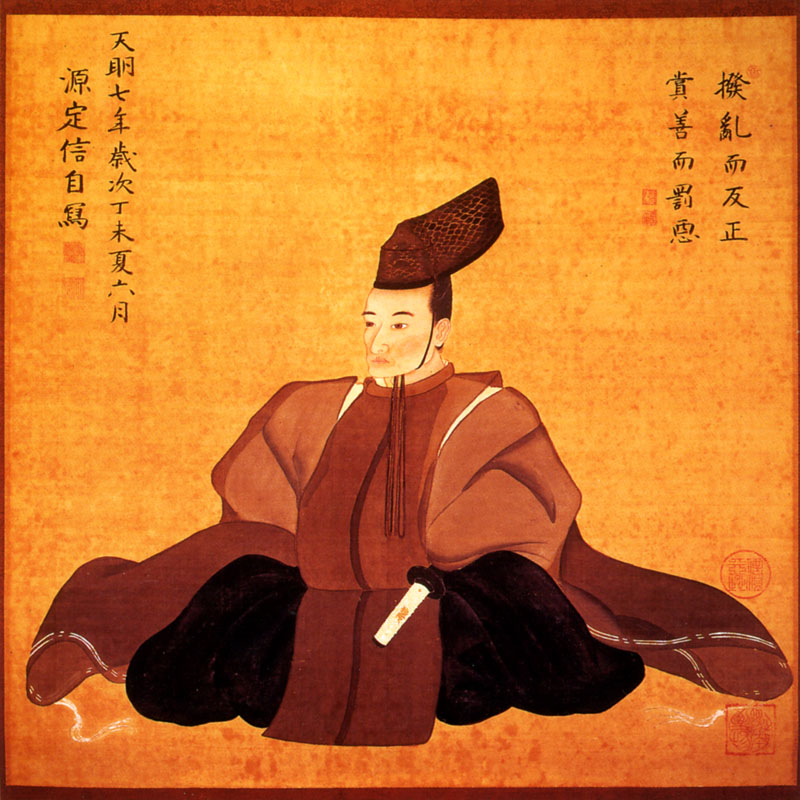
反田沼の急先鋒であった松平定信

天明6年（1786年）は、工藤家にとって災難の重なった年であった。国元は前年からの凶作（天明の大飢饉）で藩財政は厳しさを増した。2月には平助の後継者として育てられてきた上の弟長庵が、火災後の仮住まいにおいて22歳で没した。幼いころから利発で思慮深く、将来を嘱望されていたが、病弱であった。8月には、10代将軍徳川家治の逝去がきっかけとなり、平助の蝦夷地開発計画に耳を傾けてきた田沼意次が失脚し、10月、幕府は第2次蝦夷地調査の中止を決定した。これにより平助が蝦夷奉行等として出世する見込みはまったくなくなった。田沼のライバル松平定信の政策は、蝦夷地を未開発の状態にとどめておくことがむしろ国防上安全だという考えにもとづいていた。
築地の工藤邸は天明4年に焼失してしまうが、その後、築地川向に借地して家を建てはじめた。しかし、世話する人に預けた金を使い込まれてしまい、普請は途中で頓挫した。そうしたなか、天明7年（1787年）の倹約令の影響で景気も急速に冷え込んだため、家の新築は見通しが立たなくなった。こののち、日本橋浜町に住む幕府お抱えの医師木村養春が平助に同居を持ちかけたので、工藤一家はここに住むことになった。2月、あや子のよき相談相手であった祖母ゑんが浜町宅で死去している。同じ年の7月11日には、詮子の夫井伊直冨が病のため28歳で急死した。最後の手当に呼ばれて調剤した薬を差し上げたのが平助だったため家中での評判がわるくなり、あや子も剃髪した詮子の傍らで仕えるのが心苦しくなった ので、天明8年（1788年）3月、「身を引くべき時来りぬと覚悟して」病気を理由に勤めを辞した。彼女の奉公は、仙台藩上屋敷5年、彦根藩上屋敷5年の計10年におよんだ。

### 最初の結婚
奥づとめを辞した彼女は浜町の借宅に帰った。当時の浜町は「遊んで暮らすには江戸一番」と呼ばれる土地柄で、周囲には名所旧跡が多かった。この家からは、しず子が津軽藩家臣雨森権市のもとに嫁している。
寛政元年（1789年）5月、工藤一家は日本橋数寄屋町に転居した。地主は、国学者で歌人の三島自寛であった。この年の冬、あや子は平助より、かねて懇意としている磯田藤助が、藤助のいとこにあたる酒井家家臣と彼女との縁談を世話すると言っているので嫁に行けと言われ、あや子は父に従った。27歳になっていた。
この結婚は惨憺たる結果であった。相手はかなりの老人であり、夫としてはじめて口にしたことばが「おれは高々五年ばかりも生きるなるべし。頼むはあとの事なり」だという。これが自分の一生を託す夫であり、自分ののこりの人生かと思うと情けなく、泣いてばかりいたあや子は結局実家に戻された。また、酒井家家中では、伊達騒動の因縁から仙台藩をわるく言いたがる風潮があり、それもあや子にとっては苦痛であった。さらに、縁談を勧める際の父平助の「先は老年と聞が、其方も年取しこと」の言葉も彼女を傷つけた。

### 数寄屋町での暮らし

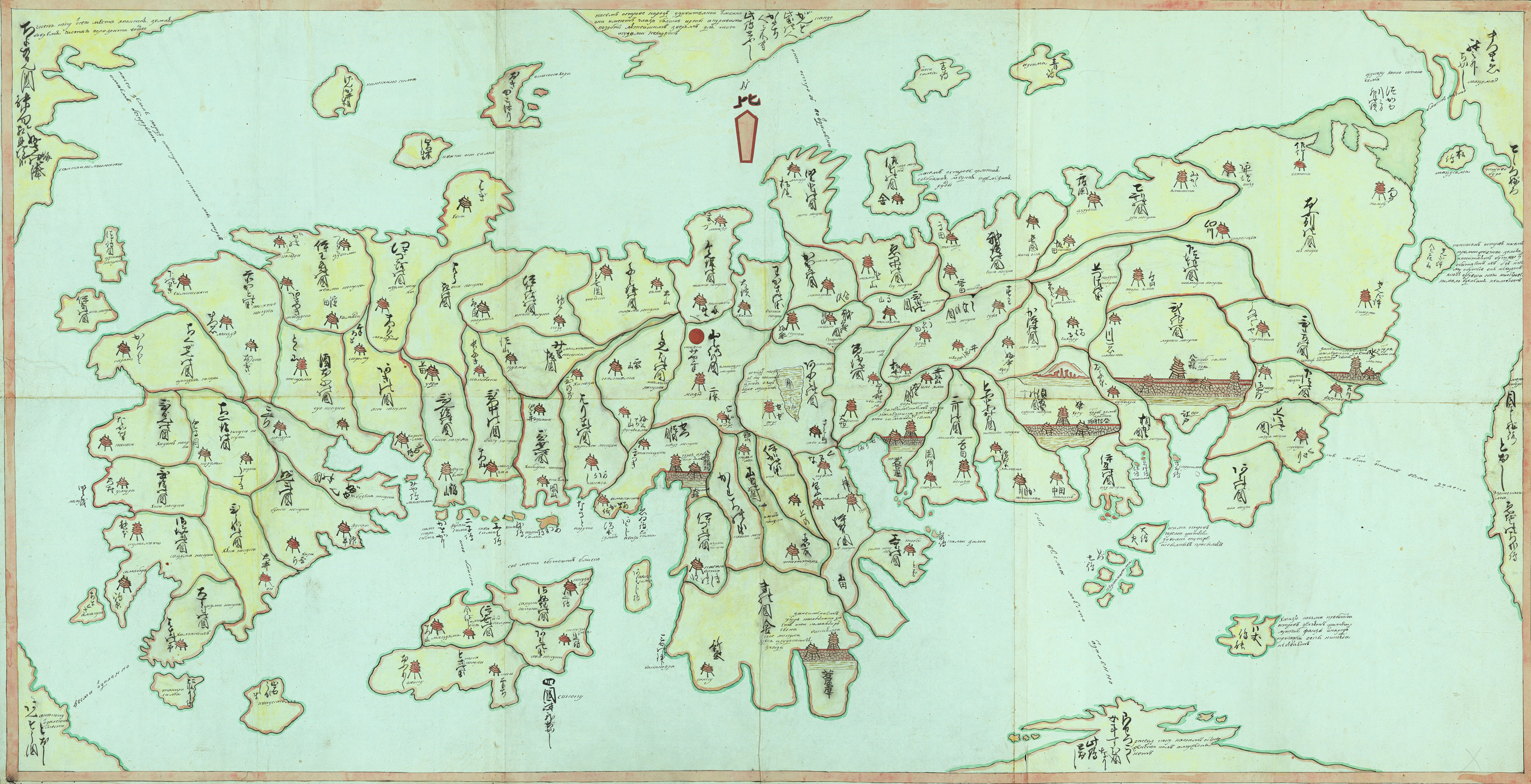
天明9年に大黒屋光太夫が描いたとされる日本地図

離縁したあや子が数寄屋町に戻ったころより次第に母が病いがちとなり、あや子は母になり代わって弟妹の世話をするようになった。
寛政2年（1790年）、三女つね子が加瀬氏に嫁いだ（つね子は20歳代半ばで没している）。同年、雨森家へ嫁いで一子を産んでいた次女のしず子が病んで衰弱したのを知り、工藤家で治療のため引き取ったところ、数日ののち没してしまう出来事があった。あや子は、しず子の苦労続きの結婚生活を知り、雨森家の仕打ちに憤慨している。
寛政4年（1792年）、30歳のとき母が亡くなった。末の照子はこのときまだ7歳であった。弟の源四郎は工藤家の家督を継ぐべく修行中の身であったが、あや子とは大人同士の会話を楽しめる19歳の若者に成長していた。父からは漢学の学習を禁じられたあや子であったが、源四郎からは四書（『大学』『中庸』『論語』『孟子』）の手ほどきを受けている。年は離れていたが、2人はたがいの学識や向学心に敬意を払い、たがいに理解しあえる仲のよい姉弟であった。また、地主の三島自寛とは、国学や歌文を共通の関心事として個人的な交流があり、2人はしばしば手紙をやり取りすることもあった。
寛政5年（1793年）、父工藤平助は弟子にあたる松前藩医米田元丹 を通じて、ロシア使節アダム・ラクスマンの根室来航とともに帰国した大黒屋光太夫から米田が直接聞いた光太夫の体験談やロシア情報などを知る機会を得た。こののち平助は『工藤万幸聞書』として、その情報をまとめた。父のかたわらにあった彼女は、これらの情報にふれたと思われる。

### 再婚

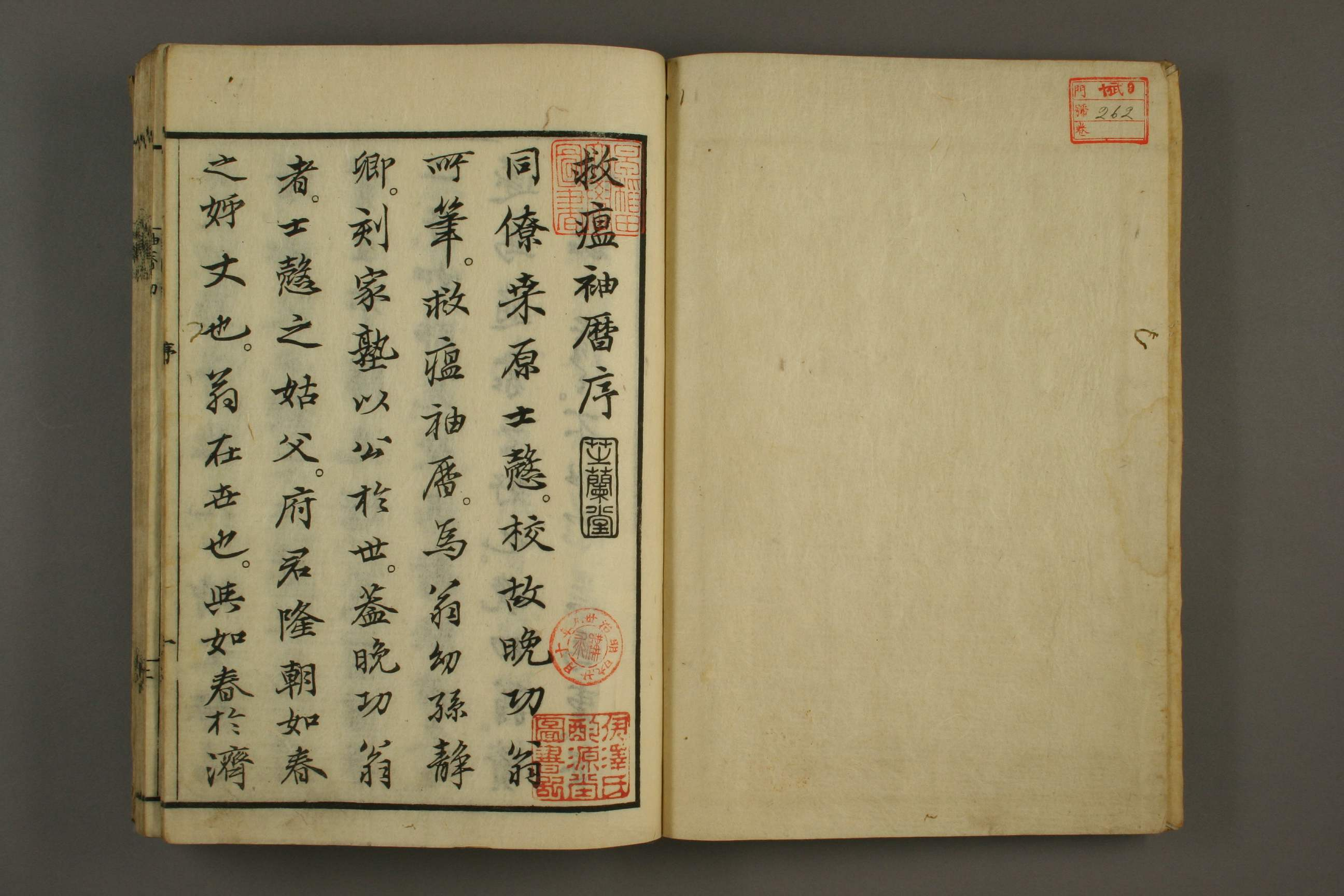
大槻玄沢（茂質）により寄せられた工藤平助『救瘟袖暦』序

寛政9年（1797年）2月、父工藤平助は医書『救瘟袖暦』（のちに大槻玄沢による序が付せられた）を著し、7月には斉村の次男で生後10ヶ月の徳三郎（のちの10代藩主伊達斉宗）が熱病のため重体に陥ったものの平助の治療により一命を取りとめた。
寛政9年、35歳のあや子は仙台藩の上級家臣で当時江戸番頭の只野行義（つらよし、通称只野伊賀。? -1812年）と再婚することとなった。只野家は、伊達家中において「着坐」と呼ばれる家柄で、陸奥国加美郡中新田に1,200石の知行地をもつ大身であった。夫となる只野行義は、斉村の世子松千代の守り役をいったん仰せつかったが寛政8年（1796年）8月の斉村の夭逝により守り役を免じられ、同じ月に、妻を失っていた。行義は、神道家・蔵書家で多賀城碑の考証でも知られる塩竈神社の神官藤塚式部や漢詩や書画をよくする仙台城下瑞鳳寺の僧古梁紹岷（南山禅師）など仙台藩の知識人とも交流のあった読書人であり、父平助とも親しかった。
かねてより平助は、源四郎元輔の後ろ盾として娘のうちのいずれかが仙台藩の大身の家に嫁することを希望しており、この頃より平助も体調が思わしくなくなったため、あや子は工藤家のため只野行義との結婚を承諾した。彼女は行義に、
という和歌を贈り、暗に行義側からの承諾をうながしている。
行義は、幼い松千代が9代藩主伊達周宗となったため、その守り役を解かれ、江戸定詰を免じられていた。いったん江戸に招き寄せた家族も急遽仙台に帰している。したがって行義との結婚はあや子の仙台行きを意味していた。なお、のちに末妹の照子が仙台の中目家に嫁いでいる。

### 仙台行きと父の死
寛政9年（1797年）9月10日、あや子は仙台へ旅立った。このときの心境を、彼女は20年後に振り返って
と述べており、悲壮な決意であったことを記している（『独考』）。また、結婚直後にあや子が行義にあてた手紙がのこっており、このなかで、くれぐれも工藤家への配慮を願っており、「これよりはいくひさしく御奉公申し上げ候」のことばも綴られている。8年後、あや子は父平助への思いを、
の歌で言い表しており、父のことばであれば火中・水中に入ることも辞さなかったと詠っている。
仙台行きには、夫只野行義は職務の都合により同行できず、弟源四郎が付き添った。仙台只野家に到着したのは9月22日で、屋敷は仙台城二の丸近くの元支倉扇坂（現在の東北大学構内）にあった。

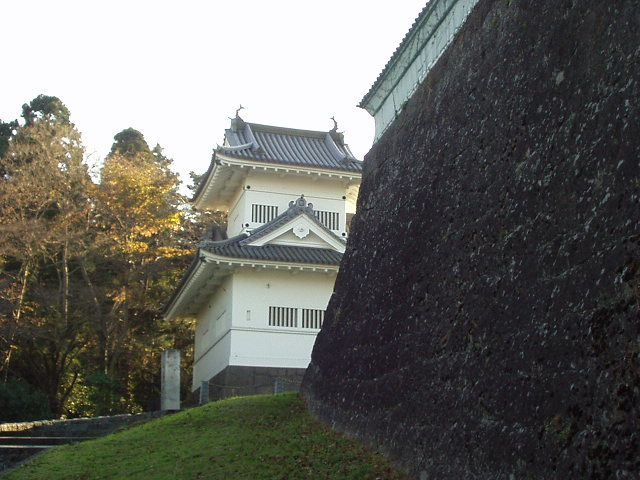
仙台城大手門隅櫓（仙台市青葉区）

真葛の生家工藤家とは親戚同様の交際があった大槻玄沢の銅像（JR一ノ関駅）

只野家では行義の老母、おば、きょうだい、息子たちがそろって待機しており、彼女とにぎにぎしい対面を果たした。これ以後、あや子は終生仙台で暮らすこととなる。
行義には先妻とのあいだの男子3人がいた。14歳の嗣子只野由治（のちの図書由章）、次男由吉（のちの真山杢左衛門）、三男由作（早世）であった。ほかに四男にあたる養子（のちの大條善太夫頼秀。行義の父只野義福の妾腹の子）がいた。行義は翌寛政10年（1798年）2月に仙台に帰り、寛政11年（1799年）には嗣子由治をともなって再び江戸に旅立った。このように、行義はその後も職務の性格上1年おきに江戸と仙台を往復する生活を送った。行義が仙台に戻った際には、あや子に江戸のようすをこまごまと話してきかせた。行義はあや子の影響で和歌を詠むようになり、彼女もしだいに行義に対し深い愛情をいだくようになった。また、仙台の屋敷にのこった子どもたちもよくなついた。
寛政10年には、桑原純と思われる叔父より多数の書籍が贈られており、そのなかの賀茂真淵の著作『ことばもゝくさ』にたいへん感銘を受けている。この頃よりあや子はいっそう熱を入れて本格的に国学関係の本を読むようになったと思われる。
同じ寛政10年の冬、あや子は宮城郡の塩竈神社に詣でており、紀行文として『塩竈まうで』を著している。これを江戸の父平助に送ったところ、村田春海に見せたという知らせが届き、あや子はおおいに恥じ入っているが、春海より思いがけない称賛を受け、「そぞろにうれしき事かぎりなかりき」（『独考』）との感想をもらしている。また、寛政11年には、結婚からこの年までの日記文『みちのく日記』が成立した。
工藤家では、弟源四郎が幼君伊達周宗の後見役であった堀田正敦の信頼を獲得するまでに成長していたが、寛政12年（1800年）12月10日、父平助が病没した。67歳であった。工藤家は平助の長患いのために困窮し、他より借金をするまでになっていた。当時の日本蘭学界の中心人物となっていた大槻玄沢が生前の平助に恩義を感じ、後始末をふくめ援助をしてくれていたが、工藤家の往年の隆盛はみる影もなくなっていた。
平助の没した翌享和元年（1801年）、源四郎は家督を継いで番医となり、享和2年には近習をかねた。拷子は福井藩藩主松平治好の奥づとめにあがり、のちに仙台藩医中目家に嫁ぐこととなる末の妹照子もしばらく奉公に出た。
なお、仙台での生活は7人ないし5人の伴を召しつれて歩く身分であり、みずからも金銭に手をふれたことはないが衣食には何ら不自由しなかったことを記している。しかし、あや子は世の人の悩み、苦しみを自分自身に引きつけて考え、苦悩する性分であった。

### 著作活動へ

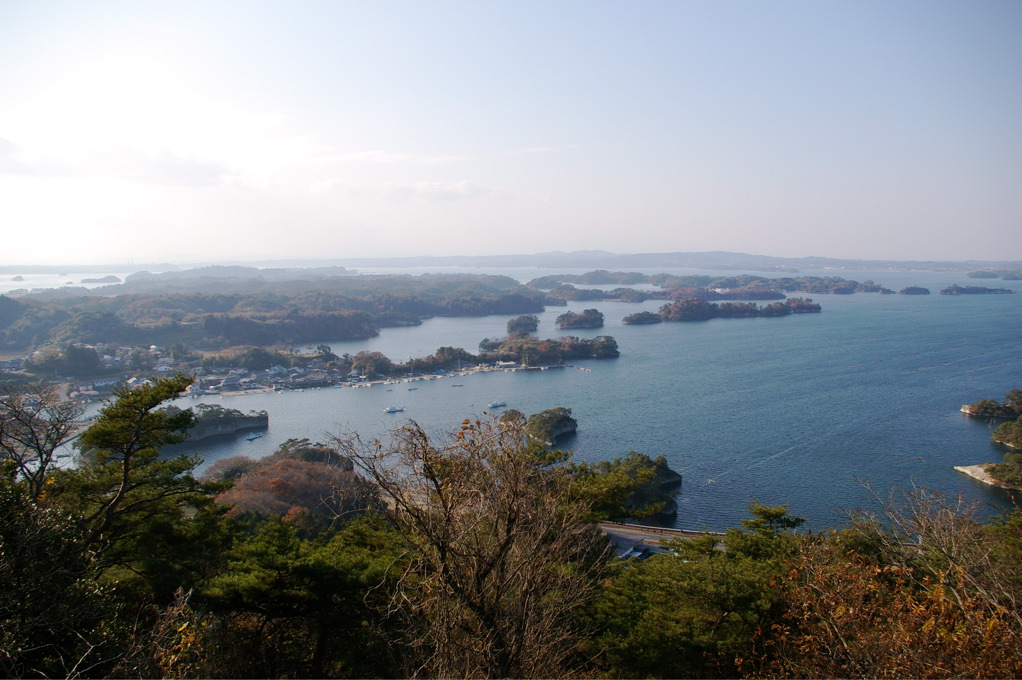
大高森よりみた松島（宮城県宮城郡）の風景

夫只野行義は、もともと書を読むのを好み、漢詩文や謡曲など風雅の道もたしなんだ人で、妻となったあや子が当時の女性としてはめずらしい環境で育ち、文章力や記憶力にすぐれていることをよく察して「むかしがたり書きとめよ書きとめよ」とあや子に勧めた。夫が不在のときなど、彼女は和歌を詠み、松島、塩竈、七ヶ浜などをめぐり、上述の『みちのく日記』『塩竈まうで』のほか、『松島の道の記』や『いそづたひ』など多くのすぐれた紀行を書き綴った。また、後年の『むかしばなし』や『奥州波奈志（おうしゅうばなし）』には、養子に出た行義の3人の弟たちから聞き書きした話がみられ、これらには、かれらやかれらの養父たちが体験したり見聞した奥羽地方各地の怪異譚が多い。このことは、あや子が聞き手としても優れた資質をもっていたことを裏づける。
「真葛」の号は、照子が奉公にあがるとき、工藤家の家督を嗣いだ源四郎元輔が妹照子あてに詠んだ次の歌に触発されてのようである。
歌意は、「秋の七草が等しく露のめぐみを受けているように、7人のきょうだいも等しく両親の慈愛を受けた身であることをわすれずに勤めに励め」というもので、これを後で聞いたあや子も深く賛同し、きょうだいそれぞれを七草にたとえて源四郎に書き送った（『七種のたとへ』）。みずからは「葉広く、はらからをさしおおうは、子の上にも似つかわし」として「真葛」とした。以後、のこった4人のきょうだいは、たがいに「真葛」「尾花」「萩」「撫子」の名を手紙などに書くようになったという（以後、あや子を真葛と表記する）。
継子の長男が江戸に赴き、その弟が養子に出て、家のなかで語り合う家族がいなくなると、真葛は孤独感がしだいに募るようになり、亡き父のすがたを夢に見、故郷をしのぶことが多くなる。
父工藤平助の死後、平助の先見性や業績が報われないことに対し、真葛は葛藤と焦燥の念を感じていた。『独考』によれば、もの書きにふさわしい人格を形成していくための修行として、みずから「独り心をせめ」つづけたのち、真葛は、心がふと抜け上がって地を離れるような感覚をおぼえ、そのとき「物のきわまり」が「一度に」わかったと直観する体験（「心の抜け上がり」の体験）をした。それ以後「独りえましくたのしく心の進退自由に」なったとして、心が解き放たれたのであった。真葛は、この体験を江戸の弟源四郎に書簡で記したことがある。源四郎は、それに対し、仏教でいう「悟り」ではないかと答えた。これは、真葛の気持ちをおおいに慰め、勇気づけた。
父の死から7年後、文化4年（1807年）12月6日、弟源四郎が突然死去した。江戸に風邪が大流行し、藩主の重要な縁戚である堀田正敦夫人も罹患したので源四郎は常にその傍らにいて看病した。夫人はその甲斐なく亡くなっている。公私ともに多くの患者をかかえていた源四郎は、休まず患家をまわって診療したあげく、自らも体調を著しく衰弱させてしまったのであった。わずか34歳であった。真葛は、みずからのよき理解者でもある大切な弟を亡くし、また、源四郎を盛り立てる一心でみずから江戸から仙台に嫁したことがむなしくなったと悲しんだ。真葛は、
の歌を詠んでいる（『七種のたとへ』）。残された姉妹3人はそれぞれ源四郎を悼む和歌を贈りかわしている。これで工藤家は跡継が絶えたので、母方の従弟桑原隆朝如則の次男でまだ幼い菅治が養子に入り、のちに工藤周庵静卿を名乗ることとなった。男きょうだいがいなくなったとはいえ、未婚の女子もある以上、婿養子というかたちの相続もあり得たが、桑原如則（士愨）の思惑に押し切られるかたちで話が進んだ。如則はまた、工藤家の大切な家財道具や亡父平助の貴重な蔵書を家人がいる前で売り払ってしまったので、それを知り心を痛めた。
文化5年（1808年）、彼女は、源四郎の一周忌に儒教への憤懣を込めた歌を詠んでいる。
源四郎が、『論語』に記された「任重く道遠し」のことばを守って誠実に生きたにもかかわらず報われることなく、孔子の教えに従ったためにかえって死を早めてしまったとの思いからであった。彼女が本居宣長の『古事記伝』を読んだのもこの頃であった。文化7年（1810年）には、末の妹照子を仙台に呼び寄せ、中目家に嫁がせている。
文化8年（1811年）の冬、かねてより拷子と照子が母の人柄などよく覚えていないと嘆きあっていたことを知り、江戸で奥づとめをしている拷子にあてて母の思い出を記そうと『むかしばなし』の執筆を開始した。これは真葛の代表作のひとつに数えられている。読み手として妹を想定して書かれているため、肩の力のぬいた俗文体となっており、口語も多用されている。
真葛は、文を書き留めておく際、当時の教養ある女性のほとんどがそうであったように、当初は王朝時代の文体に範をとった擬古文による表現を採用していた。しかし、みずからの心を慰めるため、嘘偽りのない自分の思いを素直にあらわしていくうち、擬古文の限界に気づき、写実的な文体を徐々に体得していったようである。こうして写実的な文章が真葛の自己実現の手段となり、目的ともなっていった。
『むかしばなし』巻五を執筆しているさなか、真葛50歳のとき、江戸詰となっていた夫只野行義が急死した。文化9年（1812年）4月21日のことであった。訃報を受けたのは、彼女が妹照子の子藤平の誕生日祝いに仙台城下の中目家宅に招待され、2泊して戻ってきた直後であった。あまりの急なできごとで受け入れがたく、その実感が「何のゆえともわきがたし」という状態であったという。やがて、

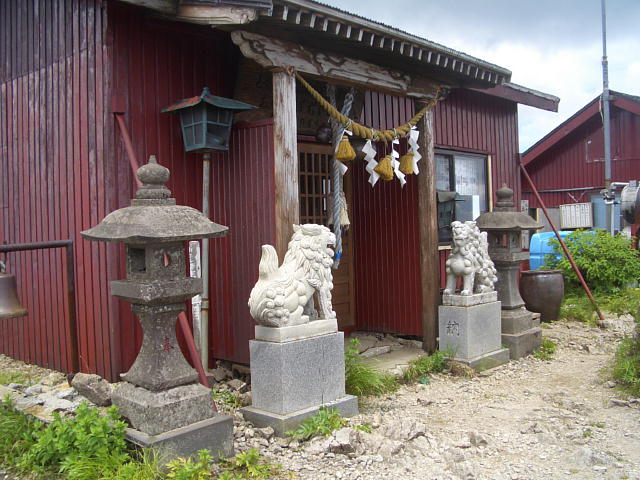
『むかしばなし』に記載された妖怪「三吉鬼」ゆかりの太平山三吉神社（秋田県秋田市）

数日して平静を取り戻すと、それ以後は夫の供養のため、また、夫の生前の「書きとめよ」の言葉に報いるために書き続ける。この前後、『むかしばなし』の記述に夫の縁者の聞き書きが多いのも夫を偲んでのことと考えられる。この仙台や奥羽にまつわる多くの話は、のちに『奥州波奈志（おうしゅうばなし）』の原形となった。
さらに、末の妹照子もほどなくして亡くなったようである。照子の幼いときから母代わりで育てた彼女であっただけに大きな痛手であったと思われる。照子の死の少しあと、きょうだいでただ1人のこった拷子は、仕えていた定姫（田安宗武息女）が文化9年12月6日に没したため、30歳すぎで剃髪した。瑞性院となった拷子は、七草のハギにたとえて「萩尼」と称した。
『むかしばなし』は文化9年中に成立と考えられている。そののち、真葛はきょうだいの思い出を綴った『七草のたとへ』を書きはじめ、これは、文化12年（1815年）ころに成立したものと考えられる。
真葛が江戸の国学者清水浜臣に歌文の添削指導を受けた形跡がいまも只野家に伝わっているが、これは、この頃の出来事であったろうと考えられる。歌人としての真葛を「みちのくのあや子」として知る人も現れ、旅の道すがらわざわざ彼女のもとに立ち寄った人もあらわれた。
次々に肉親を失い、書くことで自分を支えているかにみえた真葛であったが、工藤家の名を現すことが依然かなわないことに対し痛切な思いがあり、さらに、当時の心境として、
と綴っている（『とはずがたり』）。10歳のときより経世済民の志をいだいていながら、その実現は最もなしがたいことであるという無力感に打ちひしがれ、何のために生まれてきたのかと自問自答し、みずからの存在理由に強い疑問を覚えて苦しむ姿がある。さらに、その苦しみのあまり、
というふうに、ひたすら死を願う心境にまで真葛は追いつめられたのであった（『とはずがたり』）。

### 『独考』の執筆と晩年
やがて、彼女は自らの生涯をふりかえって世に出る決意をする。そのきっかけは、『絶えぬかづら』によれば、文化12年（1815年）のある秋の一夜のことであった。横臥して風の便りに江戸のことを思い出し、ひとり生きる身の味気なさを思いながら浅い眠りについていると、どこからともなく、「秋の夜の長きためしと引く葛の」という歌が聞こえた。これは、多年信仰してきた観世音菩薩の思し召しではないかと思った彼女は、下の句のつけ方によって自己の生涯を占う重大事になると考え、夢の覚め際に歌の終わりを「世々に栄えん」にしようと思いついた。目覚めたのちに懸命に考え、下の句を「たえぬかづらは世々に栄えん」とすることを決めた。こうして、
の歌が完成した。
神秘的な体験はもう一度おこった。こののち不動尊に籠もった夏の日の夜、眠気をもよおしながらカゴのなかの蛍を眺めていると「光りある身こそくるしき思ひなれ」 のことばが聞こえた。彼女は、これを不動尊の啓示と受け止めて下の句をつけ、
の歌を完成させた。
真葛は、2つの和歌を力として「さらば心にこめしこと共を書きしるさばや」と思い立つ。衰亡した実家工藤家の名をあげるため、無意識下に沈潜させていた自ら世に出ようという自己実現の望みが、恍惚状態のなかで意識におぼったものとみられる。
文化13年、『あやしの筆の跡』を著すと、それを最後に今まで書きためていた歌や文をまとめて作品集とし、『真葛がはら』と名づけた。思索の書『独考』は文化12年（1815年）より書きはじめ、文化14年12月1日（西暦1818年1月7日）に3巻の書に完成させた。『独考』末尾には、「文化十四年十二月一日五十五歳にて記す　あや子事真葛」の署名がある。翌文政元年（1818年）12月には『独考』にみずから序を書いている。序は、
から書きはじめており、この書が、謙虚でへりくだった文体では書かれておらず、言い過ぎているところが多いことを率直に認め、その理由として、出過ぎることなく謙譲の姿勢を示すのは、この世に生きる人の都合によるものだと説明する。つづけて、自分が35歳を生涯の終わりと決めてみちのく仙台の地に下ったのは、これが死出の道との覚悟あってのことなのだから、自分の心情のわからない他人から、どのような謗りを受けようと痛くもかゆくもない。また、この書を憎み誹謗する人は恐るるに足りない。わが国の人びとが、自己の利益のみに生き、異国の脅威に思いを寄せることもなく、国の浪費についても無関心で、自身のためにのみ金に狂って争っているさまが、自分には嘆かわしいのであって、そのために、自分が人に憎まれるのはもとより承知のことであり、これをわきまえて心して読んでほしいと綴り、本書を執筆する意図を宣言している。
『独考』は、聖法（儒教の教え）ではなく「天地の間の拍子」に人間の生き方を見いだす独創的な宇宙論を展開し、鋭い洞察力で当時の経済至上主義的な風潮を批判し、また、男尊女卑の考えをともなう儒教にも批判を加え、「無学む法なる女心より、聖の法を押すいくさ」をしてみたいと述べて「女の闘争」 を宣言した。また、ロシアの婚姻制度にもふれ、本人の自由意志と相互の合意にもとづくものとして讃えている。
文政2年（1819年）2月下旬、真葛は自著『独考』と手紙・束修を江戸在住の妹萩尼に託し、当時最大の人気作家である曲亭馬琴に届けさせた。内容は添削と出版の依頼であった。戯作者である馬琴を頼ったのは、『とはずがたり』によれば「『此文をかゝる人に見せよ』と、不動尊の御しめし」があったからだとされる。しかし、53歳の馬琴は宛先が「馬琴様」とのみあること、差出人も「みちのくの真葛」と記すだけで身元なども書かれていない手紙に怒った。ところが、馬琴は『独考』を一読してみて、「婦女子にはいとにげなき経済のうへを論ぜしは、紫女清氏にも立ちまさりて、男だましひある」 と、当時の女性の文としては稀少なことに、修身や斉家、治国を論じた経世済民の書であることに感嘆し、従来そうしてきたように直ちに添削依頼を拒絶するのではなく、さしあたって、戯作者としての筆名を親書の宛名としたこと、身元なども説明しないままに添削等を頼むことは非礼にあたらないかという詰問の返事を書いて、再訪した萩尼に託した。
彼女は、馬琴の返事を受けるや素直に非礼を謝罪し、みずからの身分や『独考』執筆の動機などを綴った手紙や『七種のたとへ』などの作品を送った。これらは、『昔ばなし』や『とはずがたり』として馬琴編著『独考餘論』に収載されている。真葛の示した誠意と恭順な態度に馬琴も満足し、また、みずからも武士出身である馬琴は彼女の工藤家を思う心情にも共感して、以後、萩尼を仲介者として真葛との文通をつづけた。
馬琴からの手紙が真葛のもとに届いたのは、約1か月後の3月末ころであった。その手紙は、家を継ぐべき弟を2人とも亡くし、血縁者としては萩尼しか残されていない彼女の境遇に「いかなるまがつ神のわざにや、いといたましくこそ思い奉れ」と心から同情し、真葛と萩尼の姉妹が、父平助やその生家長井家の名をあらわすために心を合わせていることを「たれかは感じ奉らざるべき」と感嘆し、さらに、「をうなにして、をのこだましひましますなるべし」つまり、老女でありながら男子の魂をもっていると真葛らを賞賛している。ただし、『独考』には体制批判や公儀・朝廷に対する批判など当時の禁忌にふれる箇所もあり、また、当時の出版事情からいってもすべてを出版できるかどうかは難しいと述べ、しかし、写本によって後世に伝える方法もあると述べ、さらに、そのためにも『独考』の一部をみずからの随筆『玄同放言』に載せて彼女の名を世に広める一助にしたい旨が記されていた。末尾には馬琴作の短歌2首まで添えられており、好意的といってよい内容であった。

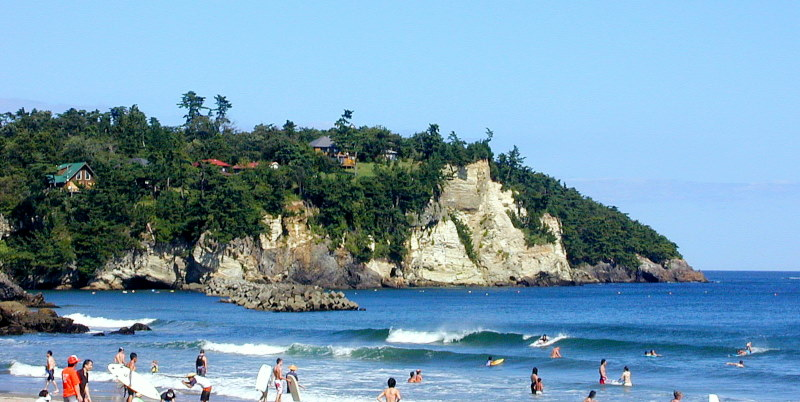
紀行文『いそづたひ』の舞台七ヶ浜南岸の現在（2009年8月）。高山外国人避暑地と小豆浜サーフスポット。

真葛は、自分の名を広めた方がよいというのならばと、仙台での聞き書きをまとめた『奥州波奈志』と前年の8月に著した、宮城郡七ヶ浜を旅したときの紀行文『いそづたひ』を馬琴のもとに届けさせている。
馬琴と真葛の交流はこうして続いたが、真葛がそれとなく校閲を催促する手紙を送ると、馬琴は一転して態度を硬化させ、『独考』のほとんどすべてに徹底した反駁を加えた『独考論』を書き、手元に置いていた『独考』とともに真葛に送りつけて絶交した。馬琴は20日ほども費やして『独考』を越える量の『独考論』を書き上げた。文政2年11月24日（西暦1820年1月9日）のことであった。これに対し、真葛は礼物とともに丁重な礼状をしたためて送り、翌文政3年（1820年）2月、馬琴より礼状を送られて、返礼の書簡を送ったのち、互いに手紙のやり取りは途絶えた。こうして、2人の交流は約1年で終わった。
この後の彼女についてはよくわかっていない。『異国より邪法ひそかに渡、年経て諸人に及びし考』通称『キリシタン考』は、馬琴との文通が終わったのちに執筆されたものと推定される。

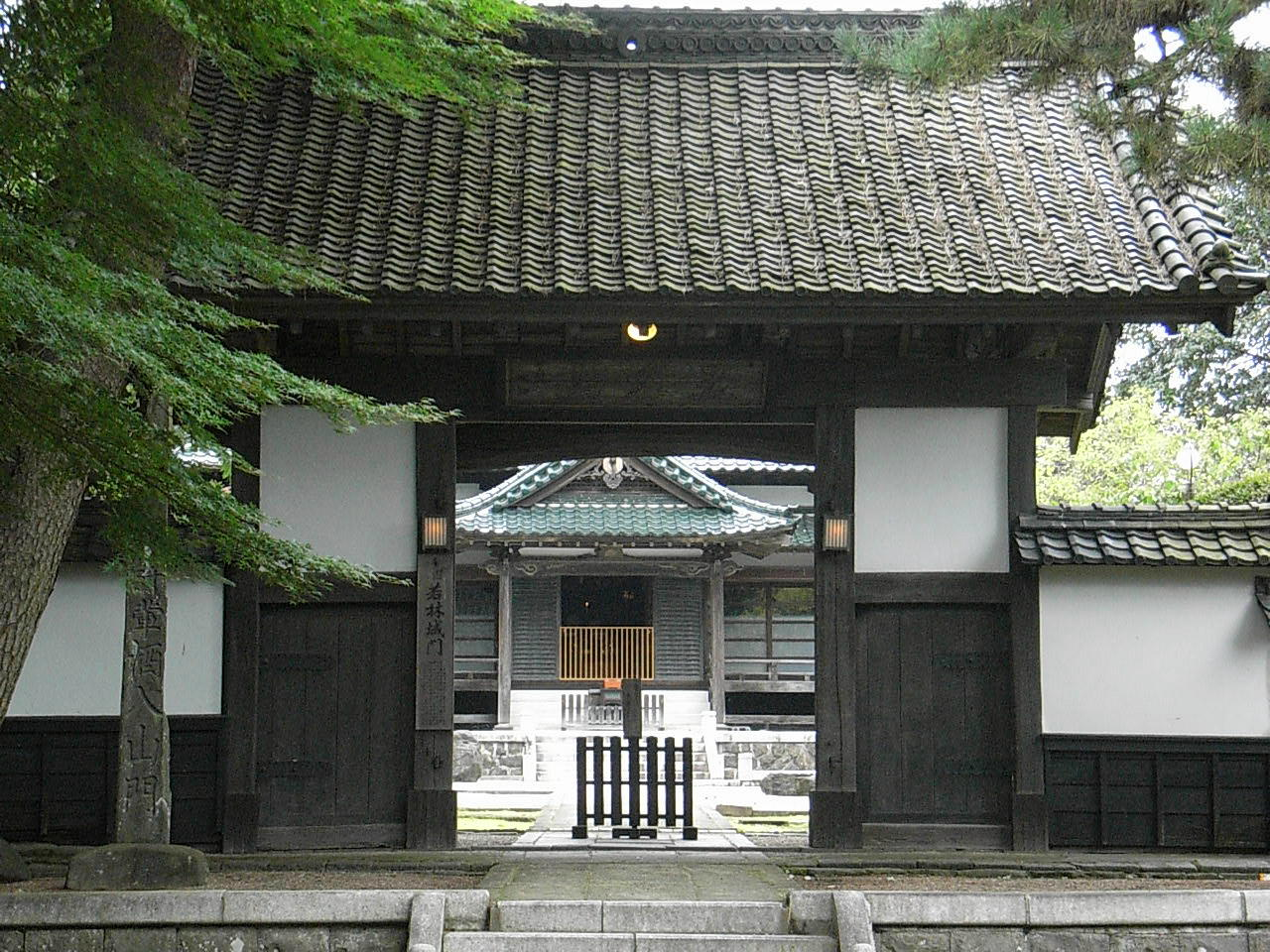
只野真葛（工藤あや子）の菩提寺松音寺（仙台市若林区）の山門。山門は若林城からの移築と伝えられる。

文政8年（1825年）6月26日、工藤あや子こと只野真葛は仙台で没した。享年63。墓は仙台市若林区の松音寺にある。墓碑には
文政八乙酉年
挑光院聯室發燈大姉
六月二十六日　工藤球卿女
と刻まれており、その右側には、1933年（昭和8年）8月の改葬に際して彼女の業績を讃える発起人らによる碑文の記された石碑が建っている。なお、この改葬のとき、執筆時に愛用した彼女の眼鏡が発見されたという。
真葛の死に際して、ただひとり血のつながった肉親である妹の萩尼から、弔いの歌が5首贈られた。

## 略年譜
- 宝暦13年（1763年）:誕生
- 安永9年（1778年）:伊達家へ奥奉公
- 寛政10年（1798年）:仙台藩士只野伊賀行義と結婚
- 文化9年（1812年）:只野行義死去
- 文化14年（1817年）:『独考』を著す
- 文政3年（1820年）:曲亭馬琴と文通
- 文政8年（1825年）:死去。享年63

## 真葛の作品
只野真葛の作品は多く、とくに『むかしばなし』は率直で機知に富んだ長大な随筆 であり、小説家永井路子は、真葛を「江戸の清少納言」と評している。また、曲亭馬琴との交流のもととなった著作『独考（ひとりかんがへ）』は論点が多岐にわたり、鋭い社会批判を含んでいることで注目される。

### 著作物

#### 随筆・随想
- 『むかしばなし』
全6巻。口語を多用した俗文体で記される回想記。執筆の動機は、幼くして母に先だたれ、母のことをよく知らないという2人の妹のためにその思い出を書き残すためであったが、父の実家である長井家や養家である工藤家の先祖のこと、工藤家のさかんなありさま、工藤家に出入りした著名な医師・大名・文人たちのようす、さらに、工藤家と桑原家のあいだの確執などに筆がすすみ、その原因として叔父の乳母〆（しめ）の悪念が書かれることになる。夫行義の「むかしがたり書きとめよ書きとめよ」の言葉に励まされ、夫の死後も執筆はつづいた[63]。こうして描かれた数々の身辺雑記は、半面では、田沼時代の自由で生き生きとした時代のようすを示す歴史資料ともなっている[64]。とくに父平助の全盛期に工藤家にもたらされたオランダ渡りの文物の細かい描写はすばらしい[62][65]。女性の手になる家の記であるということも特徴的で、ここにおける家概念も武士長井家の末裔としての父を中心にすえたものであるという意味では特殊である[66]。さらに、自分自身の江戸での思い出や聞き書き、巻五・六では「三吉鬼」など仙台での聞き書きも加わり、厖大な内容となった。
- 『七種のたとへ』
『真葛がはら』地の巻所収。文化12年（1815年）ころ成立と推定される[67]。下の弟源四郎の死を中心に、秋の七草にたとえた7人きょうだいのことを綴った随筆。撫子（末の妹照子）の死についても記されている。曲亭馬琴を深く感動させたことで知られる。
- 『絶えぬかづら』
『真葛がはら』地の巻所収。『七種のたとへ』と同じころに成立したものと考えられる。上の弟長庵の思い出とみずからの闘病、そして病を得たのちに仏（観世音菩薩）の示しにより生まれた歌について綴っている。
- 『三夜のことば』
『真葛がはら』地の巻所収。葉月14日・15日・16日の三夜について、天候とそれをめぐる思いの経過を綴った短い随筆。4首の和歌が添えられている。

#### 紀行文
- 『塩竈まうで』
『真葛がはら』地の巻所収。陸奥国の一の宮として人びとの尊崇あつい塩竈神社を参詣した際の作品で、村田春海に称揚されたことで知られる初期の紀行文。
- 『松島の道の記』
『真葛がはら』天の巻所収。享和2年（1802年）9月の松島遊覧を記した紀行文であり、内容がもっとも充実しており、文体も秀逸とされる。名文で名高い松尾芭蕉『おくのほそ道』「松島」と比較すると、古典からの借用がほとんどなく、比喩を用いることもなく、目の前の現実から取材した写実性ゆたかな文により、さまざまな美を生き生きと表現していることが特徴的である[68]。数人の朋友と連れ立ち、楽しんでいるようすが生き生きと描かれている。最後は、みごとな万葉ぶりの長歌と反歌によって締めくくられている。
- 『ながぬまの道の記』
『真葛がはら』地の巻所収。数人の女友だちと連れだって長沼に近い海岸で網引を見学する楽しい行楽を綴った紀行文で、前日に脚絆を縫うところから書き始めている。『塩竈まうで』同様、観察眼のよく行き届いている作品[69]。
- 『いそづたひ』
夫行義の没後に書かれたもので、臨済宗瑞鳳寺の住職（南山禅師）の跋が寄せられている。松島の南に位置する七ヶ浜を訪ね、各地の口承を聞き書きした作品で、みずから歩き、土地の古老から直接話を聴取して、また、みずからそれを検証するという姿勢がみられる。風景を描く部分は道行文としてゆるやかな和文で記しながら、聞き書き部分で俗文体を採用していることが注目される[70]。

#### 日記
- 『みちのく日記』
江戸を発し、仙台での生活をはじめたときからの約2年間を綴った日記。はじめてのみちのく（東北地方）の印象、仙台での暮らし、3人の子どもたちや夫只野行義との心のふれあい、江戸への郷愁などを多くの和歌とともに詳細に記している。生活の実感がこめられているが、『伊勢物語』に似た優雅で古典的な文体である[70]。特に、初めて見た朝日に輝くつららの光景やウグイスの巣で見つけたホトトギスの雛のことなど、細かな観察にもとづく新鮮な発見として情感豊かに描かれている[70][71]。また、仙台を江戸とくらべて見下しているというようすはなく、蝉の名称やホトトギスの呼称などは仙台方言の方が実感がこもっているなど相対的に眺める視点も示されている[72]。

#### 伝説物語
- 『奥州波奈志（奥州ばなし）』
『むかしばなし』巻五・六所収の仙台での聞き書きと重複するものが多い。奥羽地方で伝え聞いた伝説を集めた作品が多いが、なかには江戸と奥州にまたがる話もあり、単純に地方の説話集とはいえない。江戸からみた奥州のイメージ、地方からみた江戸のイメージを相互に形づくろうという姿勢がみられる[70]。話題は狐や大猫、「疱瘡婆」などの怪異譚、大鷲の話、奇人変人、祟り、相撲取りなど。超自然的な話や愉快な人物の話が多く収載されている。『むかしばなし』でエピソードとして簡潔に述べたものを細部まで詳細にあらわし、文章を整えたものが多くまじる。
- 『かほるはちす（香蓮尼伝）』
『真葛がはら』天の巻に収載された『香蓮といふ菓子の由来』とほぼ同一内容である。伊勢参りに出かけた松島の富豪の主人がひとり娘をもつ他国の人と親しくなり、互いの子どもを結婚させる約束をして帰郷したが、息子が急死して悲しんでいたところ、相手の娘が嫁入りしてきた。謝罪して帰らせようとしたが、約束なのだから嫁として仕えさせてくれとその家にとどまり貞女の道をまっとうした実在の女性の話を、格調高い擬古文調で物語っている。
- 『幾よかつたへ』
『真葛がはら』天の巻に収載された『名とりのおほをさ』と同じ内容。陸奥名取郡に伝わる、「名取の長者」のひとり娘の結ばれぬ悲恋を題材した説話で、地名由緒譚ともなっている。簡素ながら典雅で古典的な文章に仕上がっている[73]
- 『あやしの筆の跡』
『真葛がはら』地の巻の最後に収載。文化13年（1816年）に成立。7、8年前に奥州白河藩で起きたという、身分違いの男女の恋と、それを引き裂いた親きょうだいに関する物語。
- 『変化（へんぐゑ）の猫』
『真葛がはら』天の巻所収。俗文体で書かれる。女人を食らった猫がその人に化けて女房として宮仕えするという妖怪譚。
- 『むくつけ物語三くだり』
『真葛がはら』天の巻所収。陸奥国に伝わる、同国の山伏にまつわる説話を3題記している。
- 『一弦琴の詞』
『真葛がはら』天の巻所収。仙台近郊中田に住む鷹匠が書を学ぼうと志をいだいて京の都にのぼり、その一筋さに感じ入った持明院の宮人から一弦の琴を贈られる話。

#### 評論
- 『独考（ひとりかんがへ）』

『むかしばなし』と並ぶ真葛の代表的著作で、真葛にとっては世に出ようと決意したのちの特別な著作である[注釈 23]。それ以前の思い出の記録、紀行文、伝説物語ではなく、俗文体で記された思索の書である。9歳のとき「我ぞ世の中の女の本とならばや」と心にさだめたことを冒頭に記して論を説き起こしている。聞き書きや随想もまじえているが、基本的には、長い間みずからの問題として考えてきた人生論、文明批評、政治・経済批判が論じられ、とりわけ「経世済民」への関心から当時の武家社会の規範たる儒学に痛烈な批判を加えている。また、批判の対象は町人社会のみならず天皇・将軍にまでおよんでいる。
文政2年、戯作文学の大家曲亭馬琴に批評を頼んだものの、儒教擁護の立場に立つ馬琴より『独考』批判の書である『独考論』と絶交状を送られた。
2001年（平成13年）には"Solitary Thoughts"として英語に翻訳された[74]。
- 『キリシタン考』
正しくは『異国より邪法ひそかに渡、年経て諸人に及びし考』。曲亭馬琴『独考論』を受けての論と考えられる[75]。日本を「正直国」とし、日本で生じた諸問題は異国からきた邪法「キリシタン」に原因があり、それを持ち込んだのは「ヲランダ」であると断定し、オランダを追放すれば問題が解決するというもので、馬琴のキリシタン観を容れており、論旨の飛躍や根拠のない断定も随所にみられ、真葛らしからぬ文である[76]。これについては、『独考』においてみずから展開した議論のみならず、築地の家で形成された彼女の人格や人生とのあいだにも著しい懸隔が生じてしまっており、馬琴『独考論』が真葛に与えた衝撃の大きさを物語る[77]。
Bettina Gramlich-Okaによる"Kirishitan Kô By Tadano Makuzu : A Late Tokugawa Woman's Warnings"（只野真葛『キリシタン考』-徳川時代後期の女性による警告）という論考がある[78]。

#### その他
- 『女子教服式・女子文章訓付節句由来』
「女子文通及服付之事」「女子文章訓」「節句の由来」を収めており、女性の心得のために文章・衣服・節句について記したもの。「只野氏綾子 真葛述」の署名がある。関民子は、これについて「女の本」になりたいという彼女の志や後進の少女に教えたいという希望とかかわるのではないかと推測している[79]。
- 『月次文』（つきなみふみ）
1年12か月の月ごとに歌言葉や和歌的な情緒を並べ具体的な季節の推移や生活の様子を記した消息文集（手紙の手本文）。真葛（あや子）のもっとも早い時期の作品で、平安時代の王朝文学に範をとった洗練された優美な擬古文である。自筆本が婚家只野家にのこり、流麗な文字で清書されており、書道作品としても鑑賞可能である[80]。若年に書かれたものと推定される[注釈 24][注釈 25]。

### 真葛の和歌
長歌12首、短歌160余首がある。真葛は、幼少のころ、江戸で「女先生」として有名だった荷田蒼生子に和歌の指導を受けたことがあり、また、村田春海の弟子で『うつほ物語』の研究者であった江戸の清水浜臣からも添削指導を受けている。直接の門人ではないが、系譜としては賀茂真淵の周辺に位置づけられる。家集はないが、紀行文や随筆のなかに多くの和歌が収載されており、手紙にも和歌はよく添えられた。『真葛がはら』地の巻には、『故郷をおもふ長歌』『身をなげくうた並に言葉』『炭やく人をおもふ長うた』『まがつ火をなげくうた』など長歌・短歌を中心にした8作品が収められている。短冊などのかたちで自筆のものも伝わっており、婚家只野家に所蔵されている。　

### 真葛の漢詩
南山禅師（古梁紹岷）とは、夫只野行義のみならず真葛自身も親交があった。次に示すのは真葛による数少ない漢詩である。
詩の内容は、禅師との交流を思わせるものとなっている。

## 只野真葛研究と歴史的評価

### 真葛研究のはじまり
只野真葛と交流をもち、『独考』を徹底的に批判したいっぽうで、ことあるごとに彼女の人となりに言及し、その名を広めたのは曲亭馬琴であった。馬琴の著作物を通じて真葛の名は古くから知られていたが、真葛の著作は江戸・明治の両時代を通じて刊行されなかったこともあり、明治以降も真葛に言及した著作がみられる ものの、断片的ないし不正確な言及にとどまり、真葛の著作に拠らないものが多い。
真葛の代表作である『独考』も、馬琴の筆写に由来する『独考抄録』が写本のかたちで伝わっただけであり、完全なかたちではのこっていなかったので、その全貌を把握することが困難だったものと考えられる。ただし、宮城県中新田町の只野家には、本来の『独考』の草稿にあたると考えられる、真葛自筆本の写し『ひとりかんがへ』が伝わっていた。しかし、『ひとりかんがへ』は、大正年間に、刊行のため東京の出版社に運んでいたものが関東大震災の際、焼失してしまった。
史料に拠りながら、真葛の生涯全体を描いたものがあらわれるのは、郷土研究のさかんになった昭和期に入ってからであり、『仙台郷土研究』に所収された小倉博の「只野真葛」（1933年（昭和8年））がその嚆矢と考えられる。
1936年（昭和11年）、中山秀子は真葛の生涯をたどった本格的な伝記『只野真葛』を丸善仙台支店より出版した。彼女の代表的な著作を紹介、論評するとともに、末尾に関東大震災で失われた『ひとりかんがへ』の写しを翻刻掲載している。そのなかで、中山は真葛を「女性解放の先駆者」「日本女性の亀鑑」と評価している。
なお、戦前の真葛研究では、前掲2書のほか、白柳秀湖が「彗星的婦人の比較観察 女流経済論者工藤綾子」（1914年、『淑女画報』3-9）、および「天明の大飢饉と工藤綾子」（1934年、『伝記』2-1）を著しており、経済論者としての真葛が紹介されている。

### 真葛研究のひろがりと真葛像
戦後の真葛研究を切り開いたのは柴桂子であった。柴は、1969年（昭和44年）、江戸時代の女性の著作を広く渉猟して『江戸時代の女たち』を刊行した。そのなかで柴は、真葛を「哲学者であり、思想家であり、社会改良家」であるとしている。なお、柴は『朝日日本歴史人物事典』（朝日新聞社、1994年11月）の「只野真葛」を執筆しており、「真葛は体系的な学問をしたわけではないが、国学、儒学、蘭学などのうえに独自の思想を築いていった」と記し、『独考』については、「偏りもあるが、江戸期の女性の手になる社会批判書であり、女性解放を叫ぶ書として評価できよう」としている。
1975年（昭和50年）、宮沢（関）民子は、『歴史学研究』に論文「幕藩制解体期における一女性の社会批判」、1987年（昭和63年）、鈴木よね子は、『日本文学』に論文「反真葛論」 を寄稿しており、真葛への関心がいっそう広がり、研究の深まりをみた。1977年（昭和52年）に刊行された『人物日本の女性史10 江戸期女性の生きかた』には杉本苑子が「滝沢みちと只野真葛」を一般向けに執筆しており、そのなかでは、真葛を「文明批評家」として紹介している。
こんにち、多様な視点からの真葛像の構築が試みられている。
鈴木よね子は「肉体の思想」という概念を用いて『独考』を評価し、本田和子は『むかしばなし』について「父に憧れつつも一体化し得なかった娘の、二重三重の鬱屈に支えられた愛の物語」 という解釈を示している。本田はまた、『むかしばなし』にみえる「臆面もなく繰り返される父親賛歌」について「これは、紛れもなく、類い希なファーザー・コンプレックスの文章ではないか」 と述べる。また、大口勇次郎は、真葛は「両性の肉体の差異性を確認することを通じて」「才知の面における両性の対等な関係を主張」したと指摘している。
近年の真葛研究の広がりは、1994年（平成6年）の鈴木よね子校訂『只野真葛集』の刊行によるところが大きい。真葛の著作のほとんどが収集、翻刻されており、校訂者による「解題」には、只野真葛の生涯が簡潔にまとめられ、また、個々の作品について底本の出所をふくめた紹介がなされている。
門玲子は、毎日出版文化賞を受賞した1998年（平成10年）の『江戸女流文学の発見 - 光ある身こそくるしき思ひなれ』のなかで井上通女、正親町町子、荒木田麗女とともに「孤独な挑戦者、只野真葛」に1章を設け、文学者としての只野真葛について論じている。また、上述の"Kirishitan Kô By Tadano Makuzu : A Late Tokugawa Woman's Warnings"において、筆者のBettina Gramlich-Okaは、真葛を"Poet and Philosopher"として冒頭で紹介している。

### 真葛を描いた伝記や文学作品
伝記としては、上記のほかに、
- 門玲子『わが真葛物語 江戸の女性思索者探訪』藤原書店、2006年3月。ISBN 4894345056
- 関民子『只野真葛』吉川弘文館<人物叢書>、2008年11月。ISBN 978-4-642-05248-1

などがあり、文学作品としては、
- 永井路子『葛の葉抄』PHP研究所<PHP文庫>、1996年12月。ISBN 4569569641

がある。
また、Bettina Gramlich-oka による評伝としては、2006年の"Thinking Like a Man"がある。
- Gramlich-oka, Bettina"Thinking Like a Man:Tadano Makuzu (1763-1825)" Brill Academic Pub<Brill's Japanese Studies Library>,2006/05. ISBN 9789004152083